# Huangtan Shuiku
Huangtan Shuiku (kinesiska: 黄坛水库) är en reservoar i Kina. Den ligger i provinsen Zhejiang, i den östra delen av landet, omkring 150 kilometer sydost om provinshuvudstaden Hangzhou. I omgivningarna runt Huangtan Shuiku växer i huvudsak blandskog.
Genomsnittlig årsnederbörd är 2 140 millimeter. Den regnigaste månaden är augusti, med i genomsnitt 364 mm nederbörd, och den torraste är januari, med 70 mm nederbörd.